# Software-Evolution
Software-Evolution ist ein Begriff aus der Softwaretechnik, im Speziellen aus der Softwarewartung. Er beschreibt den Prozess nach der Entwicklung und Auslieferung eines Softwaresystems. Nachdem es ausgeliefert und genutzt wurde, kommen üblicherweise neue Anforderungen dazu und alte verändern sich. Möglicherweise müssen Teile des Softwaresystems aufgrund von auftretenden Fehlern korrigiert werden, die zuvor nicht bemerkt wurden. Zu dem Prozess gehört auch, dass ein System an eine neue Plattform adaptiert wird oder die Performance verbessert werden muss. Ebenso müssen andere nichtfunktionale Anforderungen überprüft werden.

## Lehmans Gesetze
Software-Evolution ist ein stetiger Prozess, der sich über den gesamten Lebenszyklus einer Software hinzieht. Aufgrund von Beobachtungen bei großen Softwaresystemen haben die damaligen IBM-Mitarbeiter Meir M. Lehman und Laszlo Belady folgende Gesetzmäßigkeiten zusammengestellt.
Zusammengefasst (die Wichtigsten)
- Anhaltender Wandel: Ein System, das verwendet wird, unterliegt kontinuierlichen Veränderungen oder verliert an Effektivität.
- Zunehmende Komplexität: Ein Softwaresystem, das ständig geändert wird, verliert zusehends an Struktur. Die Änderungen erhöhen die Entropie und Komplexität des Programms.

Alle acht Gesetze in ihrer ursprünglichen Form
1. Anhaltender Wandel: Softwaresysteme müssen kontinuierlich angepasst werden – oder sie werden immer weniger zufriedenstellend.
2. Zunehmende Komplexität: Die Komplexität von sich entwickelnden Softwaresystemen erhöht sich exponentiell zur Lebensdauer, zumindest solange sie nicht gewartet oder reduziert wird.
3. Selbstregulation: Software-Evolution ist ein sich selbst regulierender Prozess mit einer (nahezu) Normalverteilung von Produkt und Prozess-Maßnahmen.
4. Erhaltung der organisatorischen Stabilität (unveränderlicher Arbeitsrhythmus): Die durchschnittliche effektive, globale Effektivitätsquote in einem sich entwickelnden Softwaresystem ist invariant über die Produkt-Lebensdauer.
5. Erhaltung der Vertrautheit: Um eine zufriedenstellende Entwicklung eines sich weiterentwickelnden Softwaresystems gewährleisten zu können, müssen alle, die mit einem System arbeiten (z. B. Entwickler, Verkaufspersonal, Benutzer), dafür Sorge tragen, dass sie die Inhalte und Verhaltensweisen im Blick behalten und das Verhalten des Systems genau kennen. Durch Verringerung von übermäßigem Wachstum lässt sich die Kontrolle leichter behalten. Daher sollte das durchschnittliche zusätzliche Wachstum eines Systems invariant bleiben, da sich das System stetig weiterentwickelt.
6. Anhaltendes Wachstum: Die funktionalen Inhalte eines Softwaresystems müssen ständig erhöht werden, um die Zufriedenheit der Nutzer während ihrer gesamten Nutzungsdauer zu erhalten.
7. Sinkende Qualität: Die Qualität von Softwaresystemen scheint rückläufig zu sein, es sei denn, sie werden konsequent gewartet und an betriebliche Veränderungen angepasst.
8. Feedback-System: Software-Evolutions-Prozesse stellen Multi-Level-, Multi-Schleifen- und Multi-Agenten-Feedback-Systeme dar und müssen als solche behandelt werden, um eine signifikante Verbesserung über eine vernünftige Basis zu erreichen.